# Ophiodromus angolaensis
Ophiodromus angolaensis är en ringmaskart som först beskrevs av Hartmann-Schröder 1985.  Ophiodromus angolaensis ingår i släktet Ophiodromus och familjen Hesionidae. Inga underarter finns listade i Catalogue of Life.